# Franz Hessel
Franz Hessel (Stettin, 21 de noviembre de 1880 - Sanary-sur-Mer, 6 de enero de 1941) fue un escritor y traductor alemán, que murió en Francia. 

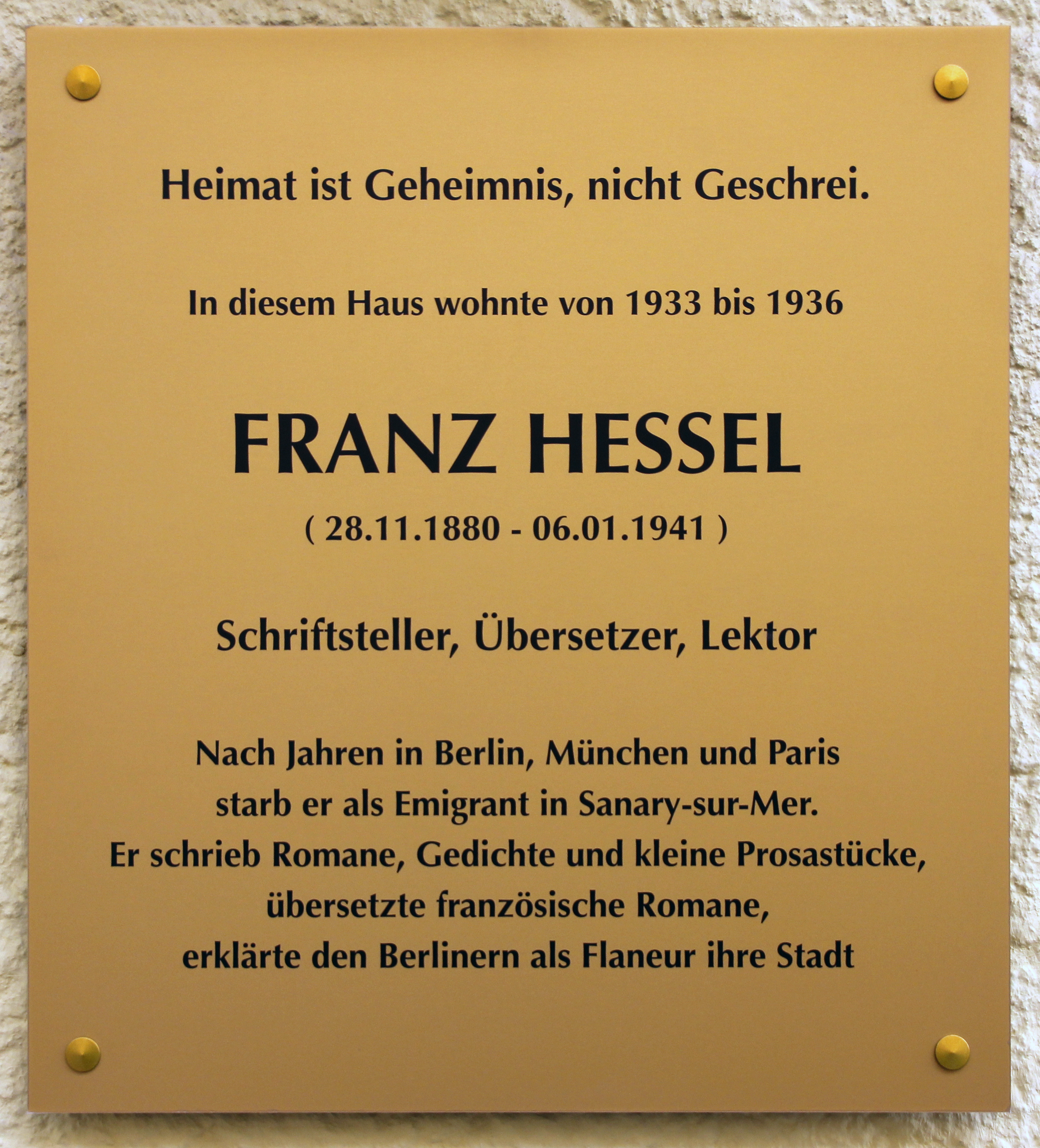
miniatura de imagen

## Biografía
Hessel nació en Stettin. Pero sus padres, Fanny y Heinrich Hessel, se trasladaron a Berlín ya en 1880, y allí se unieron a la iglesia luterana, si bien eran de origen judío.

## Jules et Jim
Hessel estuvo en Berlín en los años escolares, y vivió en Múnich entre 1903 y 1906. Luego ya en París, desde 1906, con una singular amistad por el país vecino. Se casó en 1913 con Helen Grund, pintora berlinesa y periodista. Habían formado una relación triangular con su amigo francés, el periodista, marchante de arte y luego escritor Henri-Pierre Roché, enamorado de ella. De hecho, Hessel inspiró el personaje Jules para la novela de Roché Jules et Jim , que trata de la amistad entre un francés y un alemán, con un amor común, y de la alternancia de ella en sus relaciones, hasta quedarse con el alemán. Fue llevada al cine por François Truffaut en 1962, pues el dúo Hessel-Roché le había apasionado en ese relato (y este nuevo Jules et Jim fue elogiado por Jean Renoir).

## Poeta, traductor
Se considera a Hessel un destacado intelectual alemán de la primera mitad del siglo XX, como poeta y narrador. Además fue traductor de Casanova, de Stendhal y de Balzac; es más, con Walter Benjamin, tradujo desde 1927 al alemán los dos primeros volúmenes de À la recherche du temps perdu de Marcel Proust.
Su comprensión de París y de Berlín, así como de la mitología que ambas alimentaron fue un dato fundamental para sus escritos y su vida. Formó parte de la tradición literaria berlinesa (se le conoce como el «constructor de Berlín»), y por otro lado se identificó con el paseante parisino, esa figura de Baudelaire que fue rescatada y aumentada por Walter Benjamin (Libro de los Pasajes). A su amigo Benjamin, escritor algo menor que Hessel, precisamente le enseñó ciertos entresijos de la ciudad francesa. Ambos murieron en su huida al sur, con el avance nazi, uno en Cataluña (1940), el otro, en la Costa Azul (1941).
En 1914 se verá obligado a volver a Berlín por las autoridades. Desde 1918 trabaja con el editor Rowohlt. Viaja esporádicamente ahora a París, así en 1926-27. Aparecieron desde 1908 varias novelas suya, y fue alabado por Kurt Tucholsky en 1929.
Publicó un breve Marlene Dietrich, 1931, tras los primeros filmes de la actriz; pero él no fue un especialista cinematográfico, avanzando muchos detalles de la futura actriz solo vislumbrada por entonces. Desde 1933 no quiso publicar nada ya en Alemania, aunque Rowohlt le mantuvo como lector y traductor hasta 1938; al año siguiente se exilió a París.

## Traducciones
Hay una edición alemana reciente de Franz Hessel: Sämtliche Werke in fünf Bänden, Oldenburg, Igel, 1999 al cuidado de Hartmut Vollmer y Bernd Witte. Conocido en inglés, Hessel se ha vertido solo desde 1997 al castellano.

## Obras
- Compañeros perdidos (Verlorene Gespielen), 1906, poemas
- Laura Wunderl, 1908, novelas cortas
- La tienda de la debilidad (Der Kramladen des Glücks), 1913, novela autobiográfica
- Romance en París (Pariser Romanze), 1920; tr. Errata naturae, 2011 ISBN 978-84-15217-03-9, novela
- Heimliches Berlin, 1927
- Celebración posterior (Nachfeier), 1929, su encuentro parisino con W. Benjamin.
- Pastas levemente coloreadas (Teigwaren leicht gefärbt)
- Berlín secreto, Errata naturae, 2013 ISBN 978-84-15217-60-2.
- Paseos por Berlín (Spazieren in Berlin), Tecnos, 1997 ISBN 978-84-309-3017-3
- Marlene Dietrich, 1931; Marlene Dietrich, Errata naturae, 2014 ISBN 978-84-15217-73-2
- Alter Mann (1987) Fragmento póstumo, proustiano
- Letzte Heimkehr nach París, de 1940, publicado póstumamente en 1989.